# Guido Imbens
Guido Wilhelmus Imbens (3 de setembro de 1963) é um economista neerlando-americano. É professor de economia na Stanford Graduate School of Business desde 2012. Após graduar-se na Erasmus Universiteit Rotterdam em 1983 e obter um Ph.D. na Universidade Brown em 1991, lecionou na Universidade Harvard, Universidade da Califórnia em Los Angeles e Universidade da Califórnia em Berkeley. Imbens é especialista em econometria, em particular sobre métodos de inferência causal. É editor do periódico Econometrica de 2019 a 2023.
Imbens é fellow da Sociedade Econométrica (2001) e da Academia de Artes e Ciências dos Estados Unidos (2009). Imbens foi eleito membro estrangeiro da Academia Real das Artes e Ciências dos Países Baixos em 2017. Foi eleito fellow da American Statistical Association em 2020.
Imbens recebeu metade do Prémio de Ciências Económicas em Memória de Alfred Nobel de 2021 juntamente com Joshua Angrist "por suas contribuições metodológicas para a análise de relações causais", com David Card recebendo a outra metade.